# Otočić Bisaga Vela
Otočić Bisaga Vela är en ö i Kroatien.   Den ligger i länet Zadars län, i den södra delen av landet, 210 km söder om huvudstaden Zagreb.